# Olympische Sommerspiele 2012/Radsport – Einzelzeitfahren Straße (Männer)
Das Einzelzeitfahren der Männer im Straßenradsport bei den Olympischen Spielen 2012 in London fand am 1. August 2012 statt.
Das Rennen war 44 km lang, der Start und das Ziel befanden sich am Hampton Court Palace. Den Olympiasieg sicherte sich der Brite Bradley Wiggins mit einem Vorsprung von 42 Sekunden auf den amtierenden Weltmeister Tony Martin aus Deutschland. Den Bronzerang belegte mit Chris Froome ein weiterer Fahrer aus Großbritannien.

## Strecke
Das Rennen führte über eine 44 km lange Runde, welche für die Fahrer einmal zu absolvieren war. Start und Ziel befand sich am Hampton Court Palace im südwestlichen Londoner Stadtbezirk Richmond upon Thames.
Nach der ersten Kurve führt die Route bereits via der Hampton Court Bridge über die Themse und damit auch aus der Region Greater London heraus nach Surrey. Nach der Distanzmarke von 40 km und dem Umfahren der Knight and Bessborough Reservoirs im Westen wurde nach etwa 7 km, in Molesey und auf dem Weg in die Richtung des Ausgangspunkts, die erste Zwischenzeit genommen. Nur wenige Meter von der Hampton Court Bridge entfernt zweigt die Route nun nach Süden ab und durchquert dann Esher in Richtung Westen zur 30 km Distanzmarke sowie weiter zur zweiten Zwischenzeit nach etwa 20 km in den südwestlichen Ausläufern von Weybridge. Nach einem kurzen Teilstück in südlicher Richtung ist der vom Start am weitesten entfernte Punkt, Painshill Park bei Cobham, erreicht.
Zurück geht es zunächst an der 20 km Distanzmarke vorbei und nochmals durch Esher, wo nach etwa 30 km die letzte Zwischenzeit genommen wurde und hauptsächlich einer einzigen, überregionalen Straße weiter nach Kingston upon Thames und damit zurück nach London gefolgt wird.
Mit der Überquerung der Themse via Kingston Bridge zurück auf Höhe des Start/Ziel-Bereichs beginnt mit einem letzten, nördlichen Abschnitt in Teddington zunächst der urbanste Teil der Route. Nach der Vorbeifahrt an Strawberry Hill wird dann Bushy Park, einer der königlichen Parks in London durchquert. Es folgte die Zieleinfahrt nach 44 km zurück am Schloss.

## Titelträger
| Olympiasieger | Fabian Cancellara | Peking 2008 |
| Weltmeister   | Tony Martin       | Varese 2011 |

## Ergebnis
1. August 2012, Start: 14:15 Uhr Ortszeit (15:15 Uhr MESZ)
| Rang | Athlet               | Nation             | Zeit         |
| ---- | -------------------- | ------------------ | ------------ |
| 1    | Bradley Wiggins      | Großbritannien     | 50:39,54 min |
| 2    | Tony Martin          | Deutschland        | 51:21,54 min |
| 3    | Chris Froome         | Großbritannien     | 51:47,87 min |
| 4    | Taylor Phinney       | Vereinigte Staaten | 52:38,07 min |
| 5    | Marco Pinotti        | Italien            | 52:49,28 min |
| 6    | Michael Rogers       | Australien         | 52:51,39 min |
| 7    | Fabian Cancellara    | Schweiz            | 52:53,71 min |
| 8    | Bert Grabsch         | Deutschland        | 53:18,04 min |
| 9    | Jonathan Castroviejo | Spanien            | 53:29,36 min |
| 10   | Janez Brajkovič      | Slowenien          | 54:09,72 min |
| 11   | Lieuwe Westra        | Niederlande        | 54:19,62 min |
| 12   | Wassil Kiryjenka     | Belarus            | 54:30,29 min |
| 13   | Edvald Boasson Hagen | Norwegen           | 54:30,87 min |
| 14   | Lars Bak             | Dänemark           | 54:33,21 min |
| 15   | Jakob Fuglsang       | Dänemark           | 54:34,49 min |
| 16   | Gustav Larsson       | Schweden           | 54:35,26 min |
| 17   | Philippe Gilbert     | Belgien            | 54:39,98 min |
| 18   | Nélson Oliveira      | Portugal           | 54:41,57 min |
| 19   | Jack Bauer           | Neuseeland         | 54:54,16 min |
| 20   | Denis Menschow       | Russland           | 54:59,26 min |
| 21   | Ramūnas Navardauskas | Litauen            | 55:12,32 min |
| 22   | Lars Boom            | Niederlande        | 55:29,74 min |
| 23   | Alexander Winokurow  | Kasachstan         | 55:37,05 min |
| 24   | Fumiyuki Beppu       | Japan              | 55:40,64 min |
| 25   | Maciej Bodnar        | Polen              | 55:49,67 min |
| 26   | Magno Nazaret        | Brasilien          | 55:50,77 min |
| 27   | David McCann         | Irland             | 56:03,77 min |
| 28   | Ryder Hesjedal       | Kanada             | 56:06,18 min |
| 29   | Sylvain Chavanel     | Frankreich         | 56:07,67 min |
| 30   | Michael Albasini     | Schweiz            | 56:38,38 min |
| 31   | Assan Basajew        | Kasachstan         | 56:40,77 min |
| 32   | Luis León Sánchez    | Spanien            | 56:59,16 min |
| 33   | Tomás Gil            | Venezuela          | 57:05,12 min |
| 34   | Mouhssine Lahsaïn    | Marokko            | 57:25,24 min |
| 35   | Fabio Duarte         | Kolumbien          | 57:34,20 min |
| 36   | Alireza Haghi        | Iran               | 57:41,44 min |
| 37   | Ahmet Akdilek        | Türkei             | 59:11,19 min |